# Maserati Quattroporte (1994)
La quarta serie di Maserati Quattroporte viene prodotta dal 1994 al 2000 dalla casa automobilistica italiana Maserati sotto la progettazione avvenuta da parte del Gruppo Fiat in collaborazione col marchio Ferrari. La quarta generazione è stata il modello più compatto e sportivo della serie Quattroporte.

## Il contesto
La terza serie di Quattroporte uscì di produzione nel 1990 ma, a causa dello scarso successo commerciale riscontrato dal marchio Maserati tra la fine degli anni ottanta e l'inizio degli anni novanta, la Benelli, proprietaria della casa modenese, non propose un'erede per l'ammiraglia concentrando la produzione sulle varianti della serie Biturbo tra le quali figurava una berlina con carrozzeria 3 volumi e con 4 porte che rimase per un breve periodo l'unica berlina sportiva della casa del tridente.
Nel 1993 la Maserati venne ceduta al Gruppo Fiat che reintrodusse la denominazione Quattroporte per una berlina. L'auto debutterà solo il 22 aprile del 1994 al Salone dell'automobile di Torino, derivata dal telaio allungato della precedente Biturbo. Il progetto per la Quattroporte IV passò dalle prime bozze alla produzione ufficiale in poco più di un anno utilizzando numerosi componenti tecnici dalle Merak e Ghibli; il principale compito della nuova Quattroporte era di ravvivare le vendite e di donare alla Maserati una nuova immagine rivolta verso una maggiore sportività.

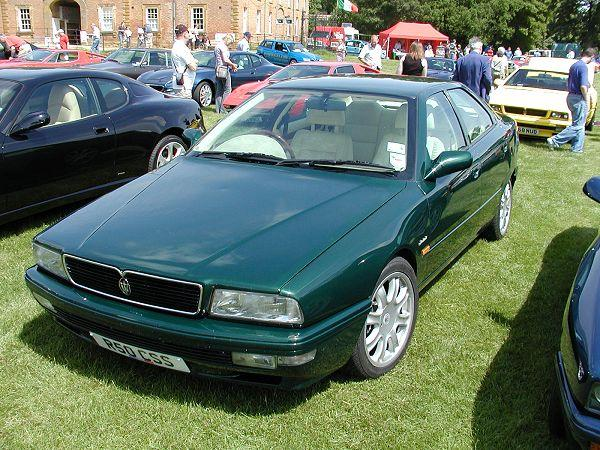
Una Quattroporte con carrozzeria di colorazione verde

La IV fu una delle berline sportive più compatte grazie ai soli 4,55 metri di lunghezza complessiva e una delle più prestazionali vetture della serie Quattroporte. La struttura di base rispetto alla configurazione originale venne allungata nel passo mentre la larghezza risultò immutata; incrementare le dimensioni dell'autovettura oltre i 4,50 metri sarebbe stato troppo rischioso ai fini della sicurezza automobilistica. Il design fu opera di Marcello Gandini seguendo come stile il family feeling delle altre vetture della gamma come le Ghibli e la Shamal (anche quest'ultima nata proprio dalla matita di Gandini), la carrozzeria era ottimizzata per ridurre notevolmente la resistenza aerodinamica raggiungendo un coefficiente pari a 0,31. Il frontale basso con una calandra cromata di piccole dimensioni e fanaleria rettangolare, la fiancata pulita caratterizzata da ruote posteriori semi-carenate per incrementare l'aerodinamica della vettura e la coda alta e massiccia ha reso molto sportiva la Quattroporte IV. Grazie alle cromature il complesso risulta anche elegante rispettando la tradizione della casa del Tridente.
L'abitacolo interno invece rivela un'elevata cura e una qualità delle plastiche elevata; la plancia era per l'epoca moderna e il quadro strumenti richiamava la precedente generazione, eccezione fatta per la forma ora più arrotondata e meno spigolosa. La parte centrale ospita le bocchette d'aerazione con al di sotto l'impianto di climatizzazione e l'autoradio; una peculiarità è la possibilità di avere le rifiniture in legno o radica di noce. La zona inferiore invece era rivestita in alcantara di una tonalità differente rispetto alla selleria e alla zona superiore. Sedili avvolgenti in pelle e il pomello del cambio e del freno di stazionamento in legno con le maniglie cromate per aprire le portiere arricchiscono la dotazione estetica. La sicurezza invece viene preservata grazie all'adozione del sistema anti bloccaggio sviluppato dalla Bosch (l'ABS) con 4 sensori a 3 canali e gli airbag frontali, che resero la Quattroporte del '94 una delle ammiraglie più tecnologiche del Gruppo Fiat. Il climatizzatore era a controllo elettronico con il proprio schermo per il comando dei vari menù mentre numerose spie luminose a LED erano adottate per le segnalazioni più rilevanti nel quadro strumenti. Il bagagliaio possedeva una capacità di 495 litri ed era rivestito in tessuto.

## Quattroporte Evoluzione

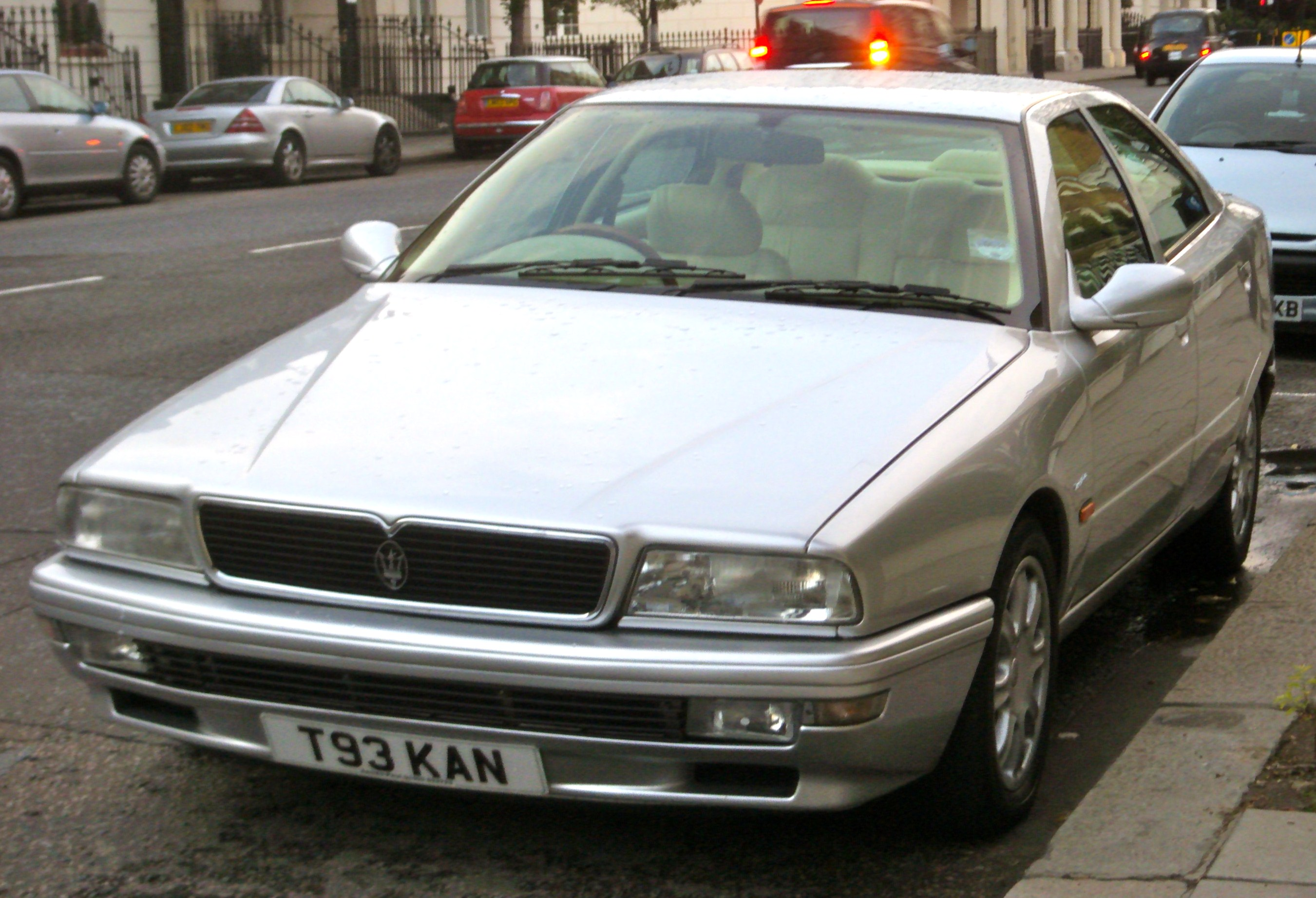
La Quattroporte Evoluzione del 1998

Un restyling venne presentato nel 1998 introducendo la denominazione Evoluzione; si trattò di un aggiornamento motoristico e telaistico ad opera del marchio Ferrari (facente parte della galassia Fiat) lasciando inalterate le prestazioni e sopprimendo la motorizzazione 2000 v6 da 287cv. Esteticamente le Evoluzione si riconobbero per il logo applicato sul portellone posteriore e per i cerchi in lega disponibili in nuovi disegni da 17". La dotazione si arricchì di un nuovo sistema di navigazione satellitare, l'efficienza dell'ABS venne incrementata, vennero aggiunte nuove colorazioni per la tappezzeria interna e nuove verniciature per la carrozzeria. Un sistema audio con hi-fi e un nuovo logo del tridente posto al centro della plancia sostituirono l'orologio analogico. Vennero migliorate le rifiniture interne e la qualità dei materiali oltre ad introdurre nuovi comandi per gli alzacristalli elettrici. Il telaio subì un notevole irrigidimento delle sospensioni in modo da garantire una maggiore stabilità e tenuta di strada sacrificando il comfort; per quanto riguarda i motori, la Quattroporte Evoluzione era disponibile con due biturbo da 2,8 e 3,2 litri a 6 e 8 cilindri a V rispettivamente con 284 e 335 cavalli di potenza massima. Il cambio manuale era a 6 rapporti anche per il 2.8 oppure, per tutti i propulsori, risultava tra gli optional l'automatico sequenziale a 4 marce della ZF. La 3.2 V8 Evoluzione divenne la più veloce e potente Quattroporte prodotta grazie ai 270 km/h di velocità massima prima dell'avvento della quinta generazione nel 2004.

## Caratteristiche tecniche
Il telaio di base deriva dalla Maserati Biturbo il cui passo è stato incrementato fino a 2,65 metri. Le sospensioni anteriori sfruttano l'architettura a ruote indipendenti MacPherson con barra antirollìo e montante telescopico mentre al retrotreno la Quattroporte sfrutta lo schema a ruote indipendenti a quadrilateri deformabili. Di serie il differenziale a slittamento limitato. Per garantire uno stile di guida adatto ad una vasta clientela, gli ammortizzatori permettevano di selezionare quattro livelli di guida differenti, dal livello più sportivo al più confortevole. L'impianto frenante era composto da 4 dischi autoventilati con gli anteriori da 307 mm e i posteriori da 316 mm.
Come motorizzazioni la Quattroporte adottò tre propulsori alimentati a benzina di cui due V6 da 2.0 e 2.8 cm³ che mediante l'ausilio di un doppio turbocompressore erogavano rispettivamente 287 e 284 cavalli; il 2.0 V6 adottava un cambio manuale a 6 rapporti mentre per il 2.8 V6 era disponibile un manuale a 5 rapporti oppure un automatico sequenziale a 4 rapporti prodotto dalla ZF. Le prestazioni dichiarate erano davvero notevoli per l'epoca: lo scatto da 0 a 100 km/h era registrato per entrambi in circa 5,9 secondi con una velocità massima superiore ai 260 km/h. La Maserati propose per la piccola 2,0 litri maggiore sportività e una risposta molto più accentuata rispetto alla 2.8 che però risultava la più comoda e con una regolazione molto più corposa e fluida grazie alla cubatura nettamente superiore e al cambio che disponeva di un rapporto in meno. Il 2.0 rimase in listino fino al 1998.
Il terzo motore fu il 3,2 litri V8 dotato di doppio turbocompressore e di 335 cavalli disponibili a 6.400 giri/min (lo stesso adottato dalla Maserati 3200 GT). Introdotto nel 1996 per questo propulsore erano stati apportati ampi rimaneggiamenti al cofano motore; nuovo radiatore leggermente più compatto e nuovo sfoghi laterali esterni per garantire un maggiore flusso d'aria. Abbinato al cambio manuale a 6 rapporti era disponibile dal 1998 anche l'automatico sequenziale ZF a 4 rapporti.
Tutti i motori possiedono la distribuzione a 4 valvole per cilindro.
| Modello            | Disponibilità       | Motore                  | Cilindrata | Potenza                         | Coppia Massima          | Emissioni CO2 (g/Km) | 0–100 km/h (secondi) | Velocità max (Km/h) | Consumo medio (Km/l) |
| ------------------ | ------------------- | ----------------------- | ---------- | ------------------------------- | ----------------------- | -------------------- | -------------------- | ------------------- | -------------------- |
| 2.0 V6 24V Biturbo | dal debutto al 1998 | 6 cilindri a V, Benzina | 1.996 cm³  | 211 kW (287 CV) @6.500 giri/min | 359 N·m @5.500 giri/min | 409                  | 5,9                  | 261                 | 5,9                  |
| 2.8 V6 24V Biturbo | dal debutto         | 6 cilindri a V, Benzina | 2.790 cm³  | 209 kW (284 CV) @6.000 giri/min | 422 N·m @3.500 giri/min | 413                  | 5,9                  | 261                 | 5,8                  |
| 3.2 V8 32V Biturbo | dal 1996            | 8 cilindri a V, Benzina | 3.217 cm³  | 247 kW (335 CV) @6.000 giri/min | 450 N·m @4.400 giri/min | 413                  | 5,8                  | 270                 | 5,8                  |

## La produzione
| Modello                                | Disponibilità       | Esemplari |
| -------------------------------------- | ------------------- | --------- |
| Quattroporte 2.0 V6 Biturbo            | dal debutto al 1998 | 587       |
| Quattroporte 2.8 V6 Biturbo            | dal debutto al 1998 | 668       |
| Quattroporte 3.2 V8 Biturbo            | dal 1996 al 1998    | 415       |
| Quattroporte Evoluzione 2.8 V6 Biturbo | dal 1998 al 2000    | 389       |
| Quattroporte Evoluzione 3.2 V8 Biturbo | dal 1998 al 2000    | 782       |
| Totale                                 | -                   | 2.841     |

La Quattroporte IV entrò in produzione nel 1994 per uscire di produzione nel 2000 ma rimase in listino fino al 2001 a causa delle giacenze presso i rivenditori.
La produzione totale è stata di 2.841 esemplari dei quali 1.670 dal 1994 al 1998 e 1.171 Quattroporte Evoluzione dal 1998 al 2000.
La versione 3.2 Evoluzione è risultata la più apprezzata dalla clientela con 782 esemplari venduti dei quali il 70% col cambio automatico.